# 東京ガードセンター
『東京ガードセンター』（とうきょうガードセンター）は、日テレアックスオン（AX-ON）の製作により、2014年4月10日から6月26日までDlife（木曜 23:00 - 23:30〈JST〉）枠で放送されたテレビドラマ。全12話。Dlife初の日本オリジナルドラマ。
架空の警備会社のガードセンター（指令センター）を舞台とし、そこに寄せられる非常通報に対処する監視員たちの活躍を描いたワンシチュエーションドラマである。

## キャスト

### 警備会社「ALWAYS」東京城南ガードセンター
戸倉 真実〈49〉
演 - 柳葉敏郎
センター長。センタ内に食べ物や自転車のパンフレットを持ち込んで部下に怒られたり、甘いものが苦手なのにもかかわらず占いを信じておしるこを飲んだり、自らが描いた似顔絵を入れた封筒をシリアスな顔をして「異動先だ」と手渡したりするなど普段はおちゃめな一面を見せるが、ここぞという時にはリーダーシップを発揮し、素早い判断と厳格な態度で仕事に臨むため、部下からの信頼は厚い。独身。
佐々岡 守〈24〉
演 - 中村蒼
前職は品川待機所で現場警備員をしていたが、戸倉の呼び寄せによって「東京ガードセンター」勤務となった新人監視員。現場での滞在時間はワーストで平均より5分長かったというが、それは念には念を入れて確認する慎重な性格のため。頼りない印象があるが、誰も気に留めないような細かいことにも気が付く。機械オンチ。
安藤 心
演 - 高梨臨
小学校の頃からあだ名は「安心」だが、本人はその呼び名を気に入っている。合気道5段。佐々岡が入職してくるまでは1番新人で、佐々岡の世話係となる。最初は仕事ができない佐々岡に対して厳しく応対していたが、次第に自分より監視員としての素質が高いことに気付き、認めるとともに焦りも感じている。
川越 瞬一〈31〉
演 - 窪塚俊介
あだ名は「シェフ」。フォグガード（霧噴射装置）のシステムを考案するなど開発部出身のため警備の現場経験はない。システムで究極の”未然”を目指す。半年前からガードセンターに来たが、開発部に戻りたいと思っている。
園 麻理恵〈44〉
演 - 伊藤かずえ
チーフ。通称「マリー」「マリーさん」。元デパートガールで超A級クレーマーを専門に応対していた。現在も20代でも通るような甘い声を武器に、無理な要求をしてくる顧客をうまくなだめる。案件は「ありがとう」と言われて終わることがポリシー。
新田 玄一郎〈64〉
演 - 小野武彦
通称「玄さん」。定年を過ぎたため現在は嘱託社員として働いているが、センター長の戸倉より勤務経験は長く、現在も戸倉の良き相談相手となっている。将棋が好きで、控室ではいつも本を片手に将棋をさす。元警察官。
久保田 孝道〈37〉
演 - 堤下敦（インパルス）
2年前までは大森待機所で警備員として働いており、現場一筋だった自称”伝説の男”。「ALWAYS」に就職する前はたたみ職人やマジシャンの助手など、職を転々としながらプロレスラーを目指していた。顧客に恋をしてガードセンターを辞めようとしたこともあるなど、一直線な熱い男。ムードメーカー。

### ゲスト
ゲスト役名は公式HPおよび劇中の顧客情報画面より引用。
第1話
- 出口哲也、中村無何有、富岡英里子、ほり太（ホロッコ）、こまり（ホロッコ）、谷藤太、えもりえりこ

第2話
- 夏木美沙 - 信太真妃
- 古沢 - 吉田雄樹
- 筒井巧、桜井ひとみ、藤倉みのり

第3話
- 中川 - 中野剛
- 奥野正明、猪俣三四郎

第4話
- 田代幸造 - 久保酎吉
- 辻輝猛、兎本有紀

第5話
- 橋口 - 安岡直
- 木内桃香 - 荒川ちか
- 門前亜里、片野貴士

第6話
- 野島千春 - 真野恵里菜
- 増子倭文江、工藤時子

第7話
- 柴田春雄 - 関口篤
- 古沢 - 吉田雄樹
- 吉田沙保里（友情出演）

第8話
- 田村千里 - 南沢奈央
- 岸博之

第9話
- 月島亜紀 - 河嶋遥伽
- 石川 - 小嶌天天
- 金原泰成

第10話
- 神部正和 - 内堀克利
- 間嶋 - 七枝実
- 宮下保 - 稲葉友
- 東加奈子、氏家恵

第11話・最終話
- 川渕良和、成松修、佐野和敏、内田文吾、宮崎稲穂、冨田佳孝、とむ畑中

## スタッフ
- 脚本 - 大石哲也、蛭田直美
- 演出 - 雨宮望、本間美由紀
- 音楽 - 藤門太郎
- 警備指導 - 遠藤実
- タイトルバック/VFX - 日本テレビアート（西村了、松井夢壮、菊間潤子、松本絵里子）
- 技術協力 - アップサイド、日放、サウンドライズ
- 選曲・音響効果 - スポット
- 美術協力 - 日本テレビアート、俳優座劇場、グループ飾り屋、コマデン
- 機材協力 - アストロデザイン、V-CUBE
- 協力プロデューサー - 大塚泰之
- プロデューサー補 - 高橋政彦
- 企画プロデューサー - 松原浩（AX-ON）
- プロデューサー - 北島和久（AX-ON）、仲野尚之（日活）、指田博俊（Dlife）
- 監修 - Dlife
- 制作協力 - 三城
- 協力会社 - 日活撮影所
- 制作著作 - AX-ON

## 放送日程
| 各話   | 放送日        | サブタイトル         | 脚本              | 演出       |
| ------ | ------------- | -------------------- | ----------------- | ---------- |
| 第1話  | 2014年4月10日 | 命の行方を決める場所 | 大石哲也          | 雨宮望     |
| 第2話  | 2014年4月17日 | 信じぬく者たち       | 大石哲也          | 雨宮望     |
| 第3話  | 2014年4月24日 | 盲点                 | 大石哲也          | 本間美由紀 |
| 第4話  | 2014年5月01日 | わがままな通報者     | 蛭田直美          | 雨宮望     |
| 第5話  | 2014年5月08日 | 幽霊を監視せよ       | 蛭田直美          | 本間美由紀 |
| 第6話  | 2014年5月15日 | 監視員の恋           | 蛭田直美          | 本間美由紀 |
| 第7話  | 2014年5月22日 | 人質は契約者         | 蛭田直美          | 雨宮望     |
| 第8話  | 2014年5月29日 | 謎の新人現る         | 大石哲也          | 雨宮望     |
| 第9話  | 2014年6月05日 | 二人だけの夜         | 蛭田直美          | 本間美由紀 |
| 第10話 | 2014年6月12日 | 10秒だけの警報       | 蛭田直美          | 本間美由紀 |
| 第11話 | 2014年6月19日 | 犯人はこの中にいる!  | 大石哲也 蛭田直美 | 雨宮望     |
| 最終話 | 2014年6月26日 | 真犯人               | 大石哲也          | 雨宮望     |